# Икономика на Нидерландия

## Брутен вътрешен продукт
Общият брутен вътрешен продукт през 2009 година е 900 000 000 000 $, икономическият ръст е 2,5 % (2008), покупателната способност на човек е 42 000 $(2008).

## Търговия и инвестиции
Нидерландия, която извлича повече от две трети от БВП от търговия със стоки, има силно положително салдо на платежния баланс, което за 2005 г. възлиза на € 31,5 милиарда. Водещи експортни пазари (2005) са Германия с 25,1%, Белгия с 12,2% и Обединеното кралство и Франция с 9,4%. Водещи доставчици (2004) са Германия (17%), Белгия (9,4%), Китай (8,8%) и САЩ (7,8%). Както става ясно от тези цифри, Германия е най-важният търговски партньор на Нидерландия.
Водещи чужди инвеститори в Нидерландия (2005) са САЩ с 18,5%, Обединеното кралство (14,1%), Германия (12,0%) и Белгия (10,1%).

## Транспорт
Равнинно-низинният терен създава благоприятни условия за развитие на пътната мрежа, но голям брой от реките и каналите създават определени трудности и рискове в пътното строителство.
Общата дължина на железопътната мрежа е 3200 km, от които над 70% са електрифицирани. Обществените пътища са с дължина 135 470 km, от които 5012 km са национали, 7899 km – пътища с регионално значение, 122 559 km – пътища с местно и друго значение. Нидерландия разполага с 5046 km водни пътища (реки и канали), от които 47% са пригодни за съдове с водоизместимост над 1000 тона.
Важна роля в икономиката също играе търговският флот, състоящ се от 596 товарни съда с водоизместимост над 1000 тона.
В Нидерландия има 28 летища, от които 19 са с писти с твърдо покритие.